# Ivanhoe (Texas)
Ivanhoe è un comune (city) degli Stati Uniti d'America della contea di Tyler nello Stato del Texas. La popolazione era di 887 abitanti al censimento del 2010. La città è stata incorporata nel 2009 con la vicina Ivanhoe North.

## Geografia fisica
Secondo l'Ufficio del censimento statunitense, la città ha una superficie totale di 4,77 km², dei quali 4,28 km² di territorio e 0,49 km² di acque interne (10,21% del totale).

## Società

### Evoluzione demografica
Secondo il censimento del 2010, la popolazione era di 887 abitanti.

### Etnie e minoranze straniere
Secondo il censimento del 2010, la composizione etnica della città era formata dal 91,09% di bianchi, il 3,61% di afroamericani, l'1,35% di nativi americani, lo 0,79% di asiatici, lo 0% di oceanici, lo 0,68% di altre razze, e il 2,48% di due o più etnie. Ispanici o latinos di qualunque razza erano il 2,48% della popolazione.